# Friedrich Engels
Friedrich Engels (Barmen, 28. studenog 1820. – London, 5. kolovoza 1895.) njemački filozof, politolog, povjesničar i revolucionar, ideolog komunističkog i socijalističkog pokreta. Najbliži je suradnik Karla Marxa, te je uz njega suosnivač marxizma.
Suautor je Manifesta komunističke partije (1848.), jednog od najutjecajnijih političkih traktata ikad, u kojem autori Marx i Engels polažu temelje teorije komunizma i stvaranja besklasnog društva, što treba postići kroz proletersku revoluciju i svrgavanje kapitalizma. 

## Životopis
Rođen je u mjestu Barmen (danas dio Wuppertala). Porijeklom je bio iz izrazito religiozne (pa je kao tako i odgojen) i bogate trgovačke porodice. Gimnaziju je završio u rodnom mjestu, nakon čega odlazi u Bremen 1838. godine gdje se posvećuje trgovini. Humanističke i slobodarske ideje u Njemačkoj krče put, te ostavljaju dubok trag na njemu. Tada tiska prve pjesme, feljtone i kritičke prikaze o raznim njemačkim piscima u hamburškom časopisu Telegraph koje objavljuje pod pseudonimom Friedrich Oswald.
Na njega naročito djeluje Straussovo djelo Život Isusov, koje ga osvaja. U jesen 1841. odlazi u Berlin na odsluženje vojnog roka gdje se upoznaje s mladohegelijancima i postaje njihov oduševljeni pristaša. Potkraj 1842. upozaje se sa socijalizmom i komunizmom. Ka komunizmu će se usmjeriti u Engleskoj gdje radi (zahvaljujući očevim vezama) kao namještenik tvrtke Erment and Engels. Prvi puta svoja nova uvjerenja iznosi u članku Umrisse zu einer Kritik der Nationalökonomie, koje tiska u Marx-Rugeovim Njemačko-francuskim analima. U razdoblju od 1845. do 1849. godine Engels se najviše zadržava u Bruxellu (kamo je Marx morao emigrirati iz Pariza) i Parizu te s Marxom osniva komunističke dopsiničke komitete i agitira među radnicima šireći socijalističke ideje.
Nakon izbijanja revolucije u Njemačkoj (1848.) Engels se vraća u domovinu, gdje zajedno s Karl Marxom stoji na krajnje lijevom krilu revolucionarnih snaga i sudjeluje u osnivanju lista Nove rajnske novine (Neue Rheinsche Zeitung). Gušenjem revolucije, kao i prestankom izlaženja spomenutih novina 19. svibnja 1849. Engels se pridružuje ustanku u Falačkoj i kao ađutant Wilichova dobrovoljačkog odreda, nakon sloma ustanka i revolucije, emigrira u Švicarsku, a odatle u London. Poslije propasti revolucije dolazi do sukoba u njemačkom komunističkom pokretu u kojem Engels i Marx slikovito rečeno izvlače deblji kraj. Marx odlučuje završiti ekonomske studije. Istovremeno Engels ponovo počinje raditi kao namještenik u tvrtki svoga oca u Manchesteru te materijalno pomaže Marxa kako bi ovaj mogao završiti svoju knjigu Kapital.
Engelsova pomoć Marxu očitovala se i na drugi način, Kako je Marx početkom 1850.-ih još uvijek slabo vladao engelskim jezikom Engels za njega piše članke za časopis New York Tribune, a kasnije (1857. – 1858.) pomaže mu i u suradnju u jednoj američkoj enciklopediji. Engels je boravak u Manchesteru iskoristio i za studij prirodnih i društevenih znanosti. Potkraj 1870. godine Engels se defnitivno preselio u London i odmah se uključio u rad Internacionale (čiji je jedan od osnivača) te postao član njenog Generalnog vijeća. U okviru Internacionale bio je oštar kritičar anarhiste Bakunjina i tražio je da se on isključi iz te organizacije. Nakon Marxove smrti 1883. godine Engels intenzivno radi na izdanju drugog i trećeg sveska Kapitala. Drugi svezak završava 1884., a treći 1894. godine. Zanimljivo je spomenuti da je Engels tečno čitao i pisao na dvadeset jezika.
Preminuo je 5. kolovoza 1895. godine u Londonu. 

## Engelsov stav prema Slavenima
Postoje izjave Engelsa koje upućuju na njegovu netrepeljivost prema Slavenima, koja seže jos iz doba Proljeća naroda, a u jednoj od njih Engeles je izjavio kako su Južni Slaveni kontrarevolucionarni, nazadni narodi koji će "završiti na smetlištu povijest".
Navodi i nad su Nijemci i Mađari sve ove male zakržljale, nemoćne nacijice ujedinili u veliku državu i time ih osposobili da sudjeluju i povijesnom razvoju od kojega bi, prepuštene sebi, ostale sasvim po strani. Ali prema Engelsu je najveći "zločin" Nijemaca i Mađara je svakako "što su oni tih 12 milijuna Slavena spriječili u tome da se poturče!"...
Između ostalog, Engels tvrdi, da su Hrvati i Slovenci narod bez povijesti:

## Djela

### Autor
- Položaj radničke klase u Engleskoj (1844)
- Njemački seljački rat (1845)
- Revolucija i proturevolucija u Njemačkoj (1850)
- Anti-Dühring (1878)
- Socijalizam: Utopijski i znanstveni (1880)
- Dijalektika prirode (1883)
- Porijeklo obitelji, privatnog vlasništva i države (1884)
- Ludwig Feuerbach i kraj njemačke klasične filozofije (1886)

### Suator sMarxom
- Njemačka ideologija (1845)
- Sveta obitelj (1845)
- Manifest komunističke partije (1848)
- Pisanja o američkom građanskom ratu (1861)
- Rani radovi (1953)

## Vanjske poveznice
- Friedrich Engels